# Cellule pour acquisition de pluripotence déclenchée par stimulus
En biologie, les cellules pour acquisition de pluripotence déclenchée par stimulus (APDS) (en anglais : stimulus-triggered acquisition of pluripotency cell (STAP cells)) sont des cellules pluripotentes produites à partir de cellules somatiques, grâce à un certain type de stress provoqué par une solution acide.

## Historique
Cette méthode a été suggérée et expérimentée par Charles Vacanti à la fin des années 1990, mais son travail ne fut pas admis par les scientifiques.
En janvier 2014, une équipe dirigée notamment par la biologiste Haruko Obokata et le docteur Charles Vacanti ainsi que son frère, publient dans Nature deux articles dans lesquels ils affirment avoir créé des cellules souches pluripotentes à partir de cellules somatiques déjà différenciées sans avoir eu besoin de passer par la manipulation génétique,,,.
Mais peu après, les articles incriminés dans la revue Nature font l'objet de doutes et de soupçons de manipulations d'images. L’institut Riken, employeur de la chercheuse, crée un comité d'enquête qui conclut à la présence d'irrégularités, en l'occurrence des images contrefaites. Lors d'une conférence de presse, Haruko Obokata reconnait avoir commis des erreurs sur la présentation de ses recherches, mais rejette les accusations de fraude scientifique. La chercheuse maintient que les résultats de recherches décrits sont valables et qu'il est effectivement possible de créer des cellules souches par sa méthode,. Charles Vacanti, co-auteurs des deux articles publiés dans la revue britannique Nature affirme que les cellules STAP existent. Il rejette lui aussi les accusations de fraudes. Les deux publications incriminées sont finalement retirées le 4 juin 2014.
À la suite de ces retraits, le biologiste Yoshiki Sasai, supérieur d'Haruko Obokata et favorable à la publication de ses recherches, est accusé de ne pas avoir repéré la contrefaçon. Tout en reconnaissant les faits, il soutient l'existence des STAPS, et demande que les études se poursuivent pour le prouver. Il avait notamment déclaré que « si l'hypothèse des cellules Stap n'existait pas, plusieurs phénomènes observés ne seraient pas facilement explicables ». Durement éprouvé par les accusations d'irrégularités, il met fin à ses jours le 5 août 2014 après plusieurs mois de traitement pour état psychologique fragile.
L'institut Riken oblige Obokata et son équipe à poursuivre ses recherches et reproduire les expériences sous la surveillance de caméras. Le 19 décembre 2014, il annonce que les recherches sur les cellules STAP sont arrêtées, le phénomène décrit n'ayant pas été reproduit. Haruko Obokata est contrainte de démissionner. Sa thèse de doctorat est aussi mise en question pour utilisation d'illustrations ne correspondant pas aux phénomènes décrits. Elle lui est retirée après l'expiration d'une période d'an pour possible resoumission.
Curieusement, la presse oublie totalement d'incriminer le manque notoire de qualité des relectures effectuées par la revue Nature, les failles de son processus éditorial et son incapacité à repérer les erreurs de descriptions.

## Méthode alléguée
D'après la méthode proposée, il aurait suffi de plonger des cellules somatiques dans une solution acide faiblement dosée (pH : 5,7) pendant moins d'une demi-heure à 37 °C, puis de passer ces cellules 5 minutes à la centrifugeuse et de les immerger sept jours dans un milieu de culture.